# Yūka Setō
Yūka Setō (Kamikawa, 22 febbraio 1997) è una saltatrice con gli sci giapponese.

## Biografia
Ha esordito in Coppa del Mondo il 5 dicembre 2014 a Lillehammer (32ª) e ai Campionati mondiali a Falun 2015, dove è stata 31ª; ai successivi Mondiali di Lahti 2017 si è classificata 14ª. Il 16 dicembre 2017 ha ottenuto a Hinterzarten la sua prima vittoria, nonché primo podio, in Coppa del Mondo. Ai XXIII Giochi olimpici invernali di Pyeongchang 2018, suo esordio olimpico, si è classificata 17ª nel trampolino normale; l'anno dopo ai Mondiali di Seefeld in Tirol 2019 stata 28ª nel trampolino normale, mentre a quelli di Oberstdorf 2021 si è classificata 22ª nel trampolino normale e 4ª nella gara a squadre. Ai XXIV Giochi olimpici invernali di Pechino 2022 si è classificata 14ª nel trampolino normale, ai Mondiali di Planica 2023 si è piazzata 27ª nel trampolino normale, 25ª nel trampolino lungo e 5ª nella gara a squadre e a quelli di Trondheim 2025 è stata 24ª nel trampolino normale, 31ª nel trampolino lungo e 5ª nella gara a squadre.

## Palmarès

### Mondiali juniores
- 1 medaglia:
  - 1 bronzo (gara a squadre ad Almaty 2015)

### Coppa del Mondo
- Miglior piazzamento in classifica generale: 12ª nel 2017
- 4 podi (tutti a squadre):
  - 2 vittorie
  - 1 secondo posto
  - 1 terzo posto

#### Coppa del Mondo - vittorie
| Data             | Località     | Nazione  | Trampolino                                                     |
| ---------------- | ------------ | -------- | -------------------------------------------------------------- |
| 16 dicembre 2017 | Hinterzarten | Germania | Rothaus HS108 (con Yūki Itō, Kaori Iwabuchi, Sara Takanashi)   |
| 20 gennaio 2018  | Zaō          | Giappone | Yamagata HS102 (con Kaori Iwabuchi, Yūki Itō e Sara Takanashi) |